# Перша Безіменна вежа
55°44′58″ пн. ш. 37°37′08″ сх. д. / 55.749495° пн. ш. 37.618968° сх. д.
Перша Безіменна вежа (рос. Первая Безымянная башня, Пороховáя) — глуха вежа південного муру Московського Кремля, розташованого уздовж Москви-ріки. Була побудована в 1480-х роках, декілька разів її руйнували і знову відновлювали. Вежа знаходиться між Другою Безіменною і Тайницькою вежами, має висоту 34,2 м.

## Опис
Сучасний вигляд вежа отримала в результаті реставрації, що відбулась за руйнуванням 1812 року. З того часу її зовнішній вигляд суттєво не змінювався. За даними історика Сергія Бартенєва, вежа має чотири поверхи при висоті 34,15 м. Периметр підмурів'я споруди становить 51,21 м, висота нижньої частини доходить до 12,8 м, верхньої — близько 21,31 м.
Вежа практично позбавлена декоративної обробки. Її завершенням служить чотиригранне пірамідальне шатро, покрите зеленою черепицею. На вікнах дозорної вишки також відсутні прикраси. На другому поверсі вікна глибоко прорізані в його нижньому склепінні. Зовнішні машикулі нижнього четверика були відновлені в 1816—1835 роках і носять декоративний характер.
Внутрішній простір вежі утворено двома ярусами склепінних приміщень. Нижня частина має хрестоподібне склепіння, верхня — зімкнуте. Верхній четверик відкритий у порожнину шатра, тобто між ними відсутні перекриття. Верхня частина вежі плавно переходить у завершальне її шатро. За словами Бартенєва, всі об'єми споруди утримують сувору форму чотиригранника. Це відрізняє Першу Безіменну башту від інших глухих веж Кремля (крім Благовіщенської), що мають восьмигранне шатро.
Перша Безіменна вежа не має входу на мур із землі, проте у неї влаштовані виходи на прилеглі прясла з поверху, що знаходиться на рівні платформи. Вона могла мати підземні тайники і ходи, хоча достовірно про це не відомо.